# Pantoporia glaucia
Pantoporia glaucia är en fjärilsart som beskrevs av Hans Fruhstorfer 1908. Pantoporia glaucia ingår i släktet Pantoporia och familjen praktfjärilar. Inga underarter finns listade i Catalogue of Life.